# Buckelgräberfeld von Bad Bevensen
Koordinaten: 53° 5′ 6″ N, 10° 35′ 34″ O
Das Buckelgräberfeld von Bad Bevensen in der Lüneburger Heide in Niedersachsen liegt in einem Wäldchen im Norden des Ortes zwischen der L232 und der L253 (Straßen) westlich des Amselstieges am Galgenberg. 

## Beschreibung

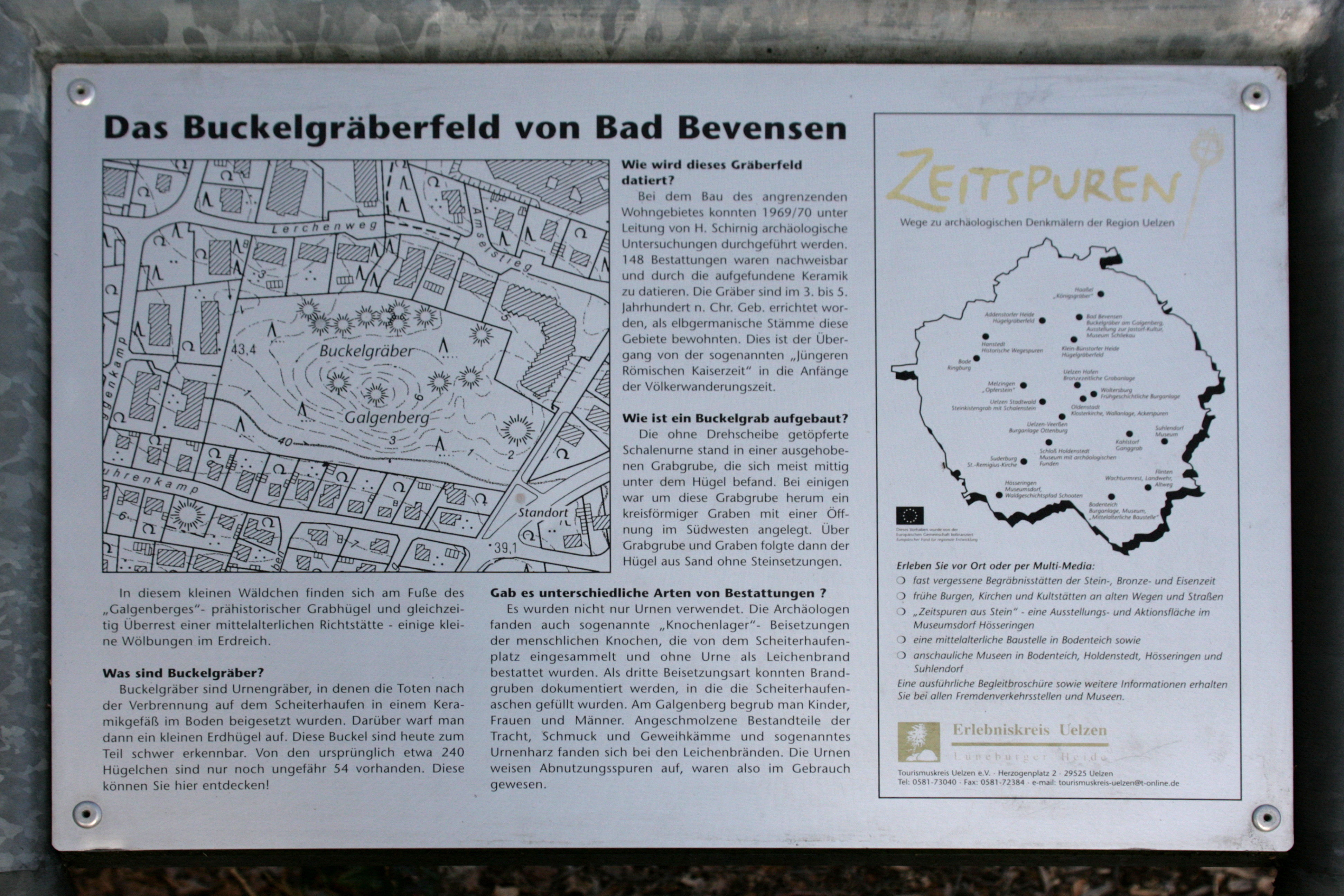
Infotafel zum Buckelgräberfeld

Merkmal von Buckelgräbern ist, dass es sich um Brandschüttungs- oder Urnengräber handelt, über denen ein bis zu 50 cm hoher Erdhügel aufgeworfen wurde. Die meist reich verzierte Schalenurne, in der der Leichenbrand eines Scheiterhaufens gesammelt wurde, steht in einer Grube mittig unter dem, nicht durch Steine befestigten Sandhügel. In wenigen Fällen lagen über oder neben der Urne größere Steine. In der Regel standen die Urnen ungefähr in der Hügelmitte, oft jedoch auch seitlich versetzt und in einigen Fällen am Hügelrand. Diesem Umstand ist es zu verdanken, dass die Raubgrabungen, die durch Gruben im Hügelzentrum zu erkennen waren, nicht immer Erfolg hatten.
Mitunter wird ein nicht völlig geschlossener kleiner Ringgraben vom Buckel überdeckt. Da fast alle Ringgräben eine Öffnung im Südsüdwesten aufweisen, müssen hinter dieser Art der Grabeinhegung feste Vorstellungen stehen, die in der Bestattungssitte ihren Ausdruck fanden. Außer den Urnengräbern konnten Knochenlager ohne Urnen nachgewiesen werden sowie Brandgruben, in die man Scheiterhaufenasche gefüllt hatte, nachdem die Knochenreste ausgelesen waren. Zuweilen hatte man in einer Hügelhälfte das Urnengrab angelegt, während in der anderen Hälfte die Brandgrube lag. 
Von den einst etwa 240 Buckeln dieses Feldes sind nur 54 erhalten, die restlichen wurden vor der Abtragung archäologisch untersucht. Die Buckelgräberfelder von Bad Bevensen und Boltersen (ca. 300 Buckelgräber am Uhlenberg) sind die einzigen präsentierbaren Gräberfelder ihrer Art. Sie stammen aus der Jüngeren Kaiserzeit (3. bis 5. Jahrhundert n. Chr.) Norddeutschlands. 